# Liste des ministres haïtiens du Travail
Le ministère des Affaires sociales et du Travail d'Haïti (MAST) a été créé le 30 mai 1924 sous la dénomination originale de département du Travail. En 1957, il est renommé département du Travail et du Bien-être social. La loi du 28 août 1967 lui donne l'appellation de département des Affaires sociales et du Travail.

## Liste[réf.nécessaire]
- 27 juin 1924 – 22 octobre 1924: Louis Prophète
- 22 octobre 1924 – 21 août 1925: Hermann Héreaux
- 21 août 1925 – 15 novembre 1926: Hénec Dorsinville
- 15 novembre 1926 – 31 mai 1928: Auguste Scott
- 31 mai 1928 – 25 novembre 1929: Charles Bouchereau
- 25 novembre 1929 – 27 janvier 1930: Hannibal Price
- 27 janvier 1930 – 22 avril 1930: Elie Lescot
- 22 avril 1930 – 15 mai 1930: Louis Edouard Rousseau
- 15 mai 1930 – 19 août 1930: Damoclès Vieux
- 19 août 1930 – 22 novembre 1930: Darthon Latortue
- 22 novembre 1930 – 18 mai 1931: Antoine V. Carré
- 18 mai 1931 – 17 mai 1932: Alexandre Etienne
- 17 mai 1932 – 20 septembre 1933: Paul Salomon
- 20 septembre 1933 – 24 décembre 1937: Juvigny Vaugues
- 24 décembre 1934 – 17 août 1925: Léon Liautaud
- 17 août 1925 – 10 octobre 1936: Edmé Manigat
- 10 octobre 1936 – 29 novembre 1937: Auguste Turnier
- 29 novembre 1937 – 5 janvier 1940: Dumarsais Estimé
- 5 janvier 1940 – 10 octobre 1940: Luc Fouché
- 10 octobre 1940 – 18 janvier 1941: Joseph D. Charles
- 18 janvier 1841 – 15 mai 1941: Edward Volel
- 15 mai 1941 – 11 janvier 1946: Maurice Dartigue
- 12 janvier 1946 – 16 août 1946: Eugène Kerby
- 19 août 1946 – 26 octobre 1946: Maurice Latortue
- 6 octobre 1946 – 10 avril 1947: Philippe Charlier
- 10 avril 1947 – 8 décembre 1947: Emile Saint-Lot
- 8 décembre 1947 – 26 novembre 1948: Jean P. David
- 26 novembre 1948 – 14 octobre 1949: Louis Bazin
- 14 octobre 1949 – 10 mai 1950: François Duvalier
- 10 mai 1950 – 12 mai 1950: Alix Pasquet (a. i.)
- 12 mai 1950 – 19 août 1950: Emile Saint-Lot (2e fois)
- 19 août 1950 – 6 décembre 1950: Lélio Dalencourt
- 6 décembre 1950 – 5 mai 1951: Montferrier Pierre
- 5 mai 1951 – 1er avril 1953: Clément Jumelle
- 1er avril 1953 – 6 septembre 1955: Roger Dorsinville
- 6 septembre 1955 – 29 août 1956: Jacques A. François
- 29 août 1956 – 14 décembre 1956: Séjour Laurent
- 14 décembre 1956 – 9 février 1957: Joseph Buteau
- 9 février 1957 – 2 avril 1957: Marc Augustin
- 6 avril 1957 – 25 mai 1957: Seymour Lamothe
- 25 mai 1957 – 14 juin 1957: Anthony Hervilus
- 14 juin 1957 – 22 octobre 1957: André Fareau
- 22 octobre 1957 – 6 décembre 1957: Antoine Pierre-Paul
- 6 décembre 1957 – 19 février 1958: Théodore Nicoleau
- 19 février 1958 – 17 juin 1958: Colbert Bonhomme
- 17 jun 1958 – 4 novembre 1958: Jean A. Magloire
- 4 novembre 1958 – 21 septembre 1959: Lucien Bélizaire
- 19 décembre 1959 – 30 mai 1961: Frédéric Desvarieux
- 30 mai 1961 – 6 octobre 1962: Gasner Kersaint
- 6 octobre 1962 – 31 mars 1976: Max A. Antoine
- 31 mars 1976 – 3 novembre 1978: Achille Salvant
- 3 novembre 1978 – 23 avril 1980: Hubert De Ronceray
- 23 avril 1980 – 30 avril 1982: Ulysse Pierre-Louis
- 12 juillet 1982 – 5 octobre 1984: Théodore Achille
- 5 octobre 1984 – 12 septembre 1985: Arnold Blain
- 12 septembre 1985 – 5 novembre 1985: Hervé Denis
- 5 novembre 1985 – 30 décembre 1985: Jean-Robert Estimé
- 30 décembre 1985 – 7 février 1986: Daniel Supplice
- 7 février 1982 – 24 mars 1986: Thony Auguste
- 24 mars 1986 – 7 février 1988: Gérard Noël
- 12 février 1988 – 20 juin 1988: Harry Carrénard
- 20 juin 1988 – 18 septembre 1988: Phèdre Désir
- 18 septembre 1988 – 16 février 1990: Arnault Guerrier
- 16 février 1990 – 16 mars 1990: Camille D. Sylaire
- 16 mars 1990 – 24 août 1990: Claudette Werleigh
- 24 août 1990 – 7 février 1990: Carlo Désinor
- 19 février 1990 – 14 juin 1991: Ernst Verdieu
- 14 juin 1991 – 30 septembre 1991: Myrtho Célestin
- 15 octobre 1991 – 1992: Joachim Pierre
- 19 juin 1992 – 1er septembre 1993: André Brutus
- 1er septembre 1993 – 16 mai 1994: Bertony Berry
- 16 mai 1994 – 8 novembre 1994: Maud Timothée
- 8 novembre 1994 – 10 août 1995: Enold Joseph
- 10 août 1995 – 6 mars 1996: Mathilde Flambert
- 6 mars 1996 – 24 mars 1999: Pierre D. Amédée
- 24 mars 1999 – 2 mars 2001: Mathilde Flambert (2e fois)
- 2 mars 2001 – 29 février 2004: Eudes Saint-Preux Craan
- 17 mars 2004 – 23 juin 2005: Pierre Claude Calixte
- 23 juin 2005 – 9 juin 2006: Franck Charles
- 9 juin 2006 – 5 novembre 2008: Gérald Germain
- 5 novembre 2008 – 11 novembre 2009: Gabrielle P. Beaudin
- 11 novembre 2009 – 2 septembre 2010: Yves Christallin
- 6 septembre 2010 – 18 octobre 2011: Gérald Germain
- 18 octobre 2011 – 14 mai 2012: François R. Lafaille
- 14 mai 2012 - 6 août 2012: Ronsard Saint-Cyr
- 6 août 2012 - 21 janvier 2013: Josefa Gauthier
- 21 janvier 2013 - 18 janvier 2015: Charles Jean-Jacques
- 18 janvier 2015 - 7 septembre 2015: Victor Benoit
- 7 septembre 2015 - 23 mars 2016: Ariel Henry
- 23 mars 2016 - 13 mars 2017: Jean René Antoine Nicolas
- 13 mars 2017 - 29 août 2017: Roosevelt Bellevue
- 29 août 2017 - 13 septembre 2017: Jack Guy Lafontant (a.i.)
- 13 septembre 2017 - 17 septembre 2018 : Stéphanie Auguste
- 17 septembre 2018 - 4 mars 2020 : Élise Gelin
- 4 mars 2020 - 14 avril 2021 : Nicole Yolette Altidor
- 14 avril 2021 - 20 juillet 2021 : Giselaine Mompremier
- 20 juillet 2021 - 24 novembre 2021 : Ariel Henry
- 24 novembre 2021 - 12 juin 2024 : Odney Pierre Ricot
- depuis le 12 juin 2024 : Georges Wilbert Franck